# Achille Malaspina
Achille Malaspina (... – Milano, 1º settembre 1936) è stato un calciatore italiano, di ruolo attaccante.

## Carriera
Achille Malapina disputa, 18 gare con il Legnano realizzando 10 reti nel campionato di Prima Categoria 1919-1920, 21 partite realizzando una rete nel campionato di Prima Divisione 1921-1922, 4 gare segnando 3 reti nel campionato di Prima Divisione 1922-1923 e 16 gare con 5 reti all'attivo nel campionato di Prima Divisione 1923-1924.
Successivamente milita nel Fanfulla di Lodi e nei Vigevanesi.